# Fistral Beach

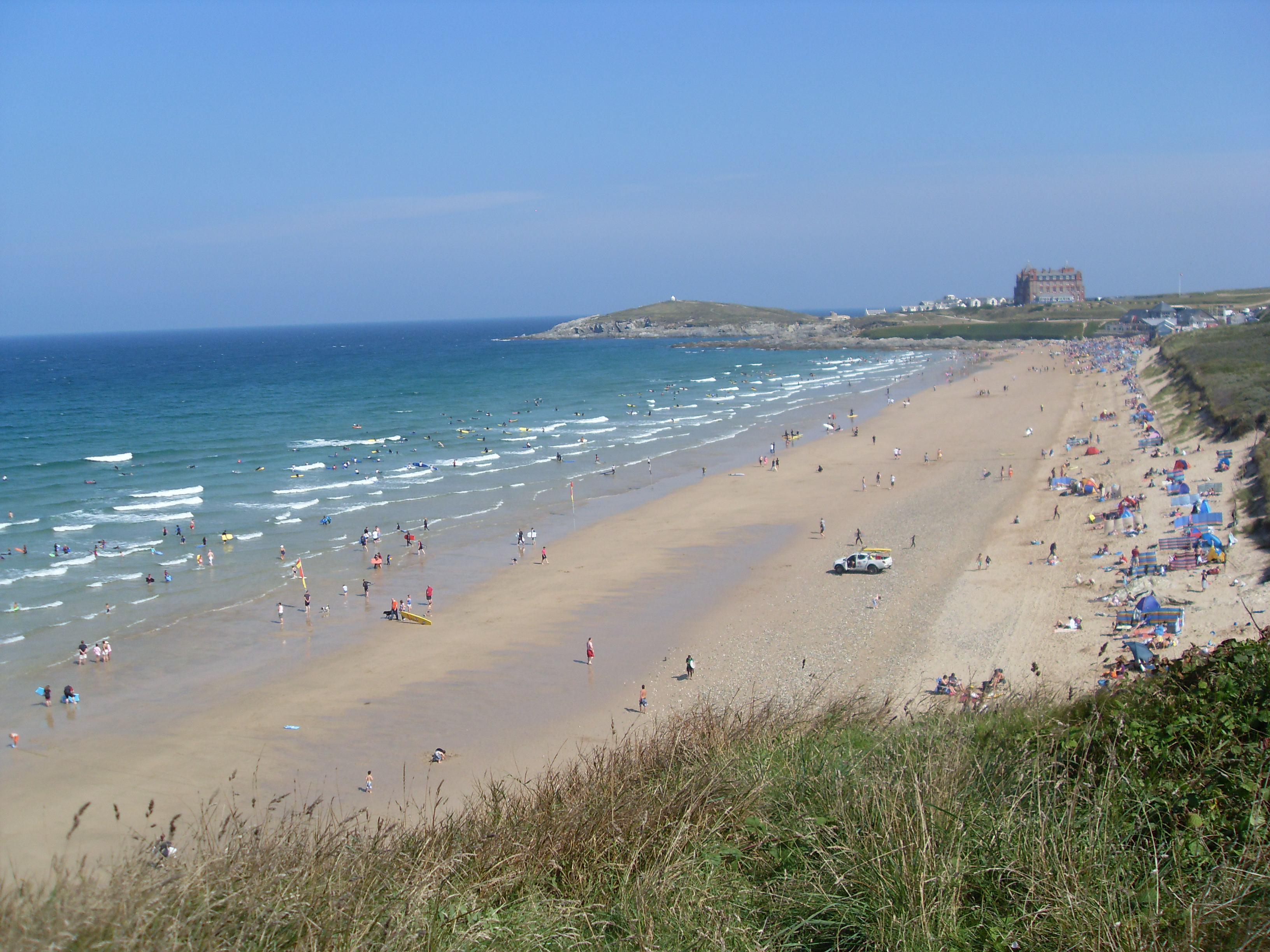
Fistral Beach, la spiaggia per il surf più famosa della Gran Bretagna

Fistral Beach (in cornico: Porth an Vystel, che significa baia delle acque sporche) è una località sulla costa settentrionale della Cornovaglia, Inghilterra, Regno Unito. Si trova a mezzo miglio a ovest di Newquay alla griglia di riferimento SW 797 620.
Fistral Bay è delimitata da due promontori, Towan Head a nord e Pentire Point East (da non confondere con Pentire Head) a sud.
La spiaggia di sabbia dritta si affaccia a ovest-nordovest sull'Atlantico ed è lunga circa 750 metri (2.460 piedi). È sostenuta da ripide dune di sabbia ed è sovrastata dall'Headland Hotel. Il nome "Fistral" è registrato come Fistal nel 1813, proveniente dal cornico bystel che significa acqua sporca probabilmente in riferimento alle onde che lo rendevano un luogo di approdo inadatto.

## Surfing
Fistral Beach è meglio conosciuta per il surf. Il suo lato ovest la espone alle mareggiate atlantiche garantendo onde consistenti adatte al surf. La spiaggia è la sede delle principali competizioni internazionali di surf e a North Fistral è stata costruita una sala da competizione per giudici e concorrenti insieme a un museo del surf.
La British Surfing Association, il Newquay Surf Life Saving Club e il Newquay Boardrider Club hanno tutti sede a Fistral Beach..